# Kōichi Nakazato
Kōichi Nakazato (jap. 中里 晃一, Nakazato Kōichi; * 31. August 1973 in der Präfektur Saitama) ist ein ehemaliger japanischer Fußballspieler.

## Karriere
Nakazato erlernte das Fußballspielen in der Schulmannschaft der Maebashi Ikuei High School. Seinen ersten Vertrag unterschrieb er 1992 bei den Urawa Red Diamonds. Der Verein spielte in der höchsten Liga des Landes, der J1 League. Ende 1994 beendete er seine Karriere als Fußballspieler.